# Russische griep

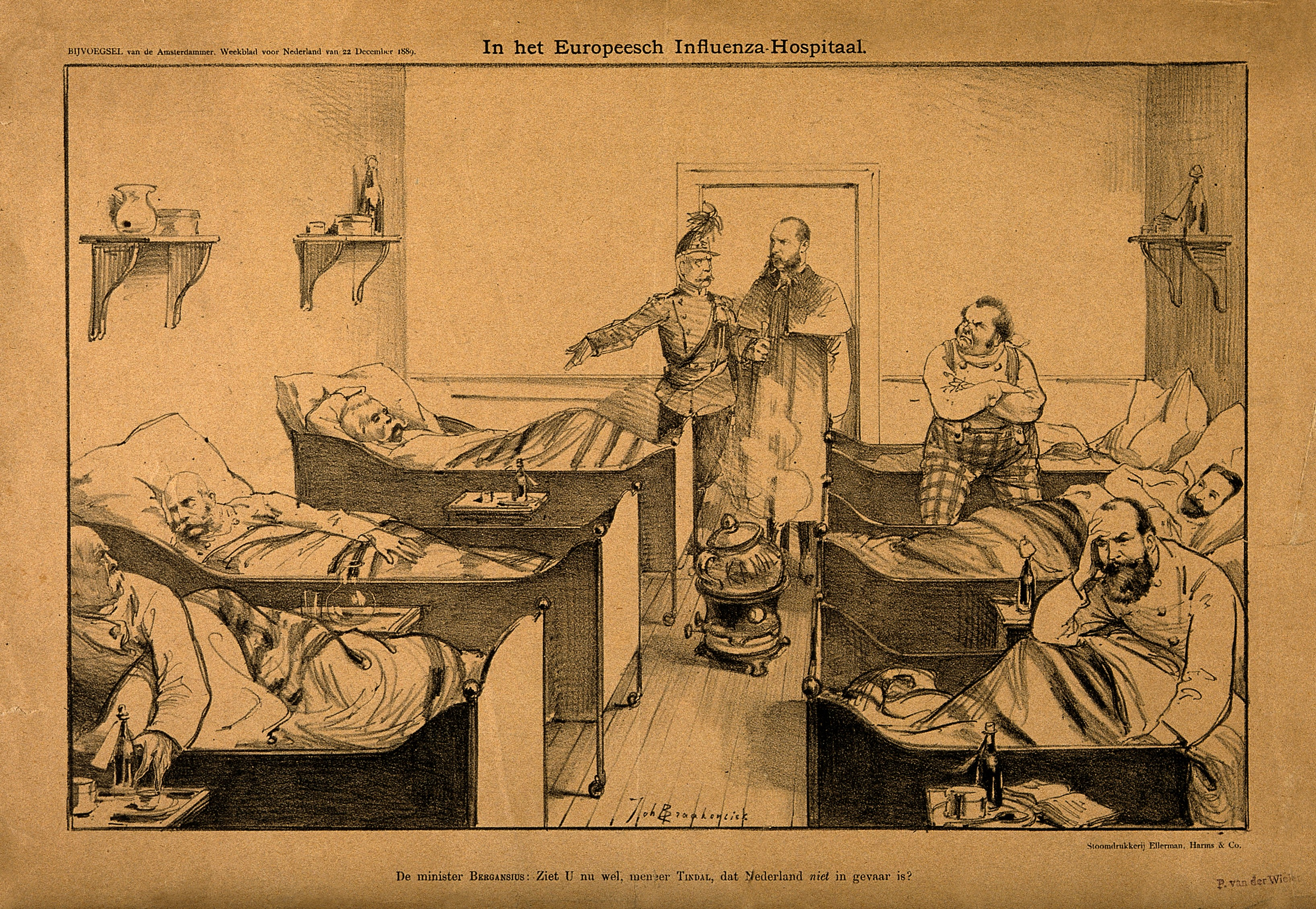
De minister Bergansius: Ziet u nu wel, meneer Tindal, dat Nederland niet in gevaar is?

De Russische griep (ook "Aziatische griep" genoemd) was een pandemie die in 1889 in Rusland uitbrak en zich van daaruit verbreidde. In januari 1890 werd in het Algemeen Handelsblad gesuggereerd dat de ziekte uit China afkomstig zou zijn, volgens het krantenbericht was het virus van China via Siberië naar het westen verspreid.
Deze grieppandemie, die zich door de komst van spoorwegen en stoomboten wereldwijd kon verspreiden, werd voor het eerst gerapporteerd in Sint-Petersburg in oktober 1889. Binnen vier maanden verspreidde de ziekte zich over de hele wereld. Ze bereikte haar hoogtepunt in de Verenigde Staten, zeventig dagen na zijn hoogtepunt in Sint-Petersburg. Te oordelen naar de antilichamen die in overlevenden aangetroffen zijn, ging het om het H3N8-virus en was dit virus verwant aan de 'gewone' H3N2-griep die jaarlijks het noordelijk halfrond treft.
De meeste ziektegevallen werden tussen oktober 1889 en december 1890 gerapporteerd. De ziekte stak tussen maart en juni 1891 opnieuw de kop op, daarna van november dat jaar tot juni 1892, in de winter van 1893-1894 en in het begin van 1895. Het aantal slachtoffers bedroeg naar schatting circa 1 miljoen, op een wereldbevolking van destijds anderhalf miljard mensen.
Onder andere de troonopvolger van België prins Boudewijn is in 1891 aan de ziekte overleden.

## Identificatie van verantwoordelijk virussubtype
Onderzoekers hebben jarenlang geprobeerd de subtypen van Influenza A die verantwoordelijk waren voor de epidemieën 1889–1890, 1898–1900 en de Spaanse griep uit 1918 te identificeren. Aanvankelijk was dit werk voornamelijk gebaseerd op "seroarcheologie" - de detectie van antilichamen tegen influenza-infectie in de sera van ouderen. Men dacht dat de pandemie van 1889-1890 werd veroorzaakt door Influenza A subtype H2, de epidemie van 1898–1900 door subtype H3 en de pandemie van 1918 door subtype H1. (Dowdle - 1999). Met de bevestiging van H1N1 als oorzaak van de Spaanse grieppandemie van 1918 na identificatie van H1N1-antilichamen in opgegraven lijken, heranalyse van seroarcheologische gegevens heeft men aangetoond dat Influenza A-subtype H3 (mogelijk het H3N8-subtype) de meest waarschijnlijke oorzaak is voor de pandemie van 1889–1890.
Mogelijk was de oorzaak een coronavirus.